# باتريك شاربنتييه
باتريك شاربنتييه (بالفرنسية: Patrick Charpentier)‏ (18 يونيو 1970 في فرنسا - ) هو ملاكم فرنسي.

## إحصائيات
خاض خلال مسيرته 33 نزالا، فاز في 27 وتعادل في 1 وخسر في 5. فاز بالضربة القاضية في 23 نزالا.

## روابط خارجية
- باتريك شاربنتييه على موقع بوكس ريك (الإنجليزية) (registration required)